# علم جنس
اسم علم جنس هو كل اسم مسموع عن العرب موضوع للدلالة على جنس عام غير مخصص، نحو: أسامة، يقال لكل أسد فهو شامل لجنس الأسود، وأبو الحارث علَم جنس يقال لكل أسد، وأبو الدغفاء يقال لكل أحمق، وثعالة اسم يقال لكل ثعلب، وأم عريط لكل عقرب. وله نفس الاحكام المعنوية واللفظية لاسم العلم الشخصي، فيحوز أن يُبدأ بعلَم الجنس مثلما يجوز البدء بعَلَم الشخص، مع أن الفرق بينهما أن علم الشخص لشخص واحد بعينه، وأما علم الجنس فيُراد به فرد شائع من عموم الجنس.

## وصلات خارجية
- الفرق بين علم الجنس وعلم الشخص واسم الجنس